# Benjamin Proud
Benjamin "Ben" Proud, född 21 september 1994, är en brittisk simmare.

## Karriär
Proud deltog vid de olympiska simtävlingarna i Rio de Janeiro 2016.  Vid VM 2017 på långbana blev Proud världsmästare på 50 meter fjärilsim.
I maj 2021 vid EM i Budapest tog Proud silver på 50 meter frisim med tiden 21,69. Vid OS i Tokyo 2021 tog sig Proud till final på 50 meter frisim, där han slutade på delad femte plats. I december 2021 vid kortbane-VM i Abu Dhabi tog Proud guld på 50 meter frisim med tiden 20,45.
I juni 2022 vid VM i Budapest tog Proud guld på 50 meter frisim. I augusti 2022 vid EM i Rom tog han också guld på 50 meter frisim. I december 2022 vid kortbane-VM i Melbourne tog Proud silver på 50 meter frisim.
I juli 2023 vid långbane-VM i Fukuoka tog Proud brons på 50 meter frisim. I december 2023 vid kortbane-EM i Otopeni tog han guld på 50 meter frisim samt var en del av Storbritanniens kapplag som tog guld på både 4×50 meter frisim och 4×50 meter mixad frisim.
I februari 2024 vid VM i Doha tog Proud brons på 50 meter frisim.